# Community Transit

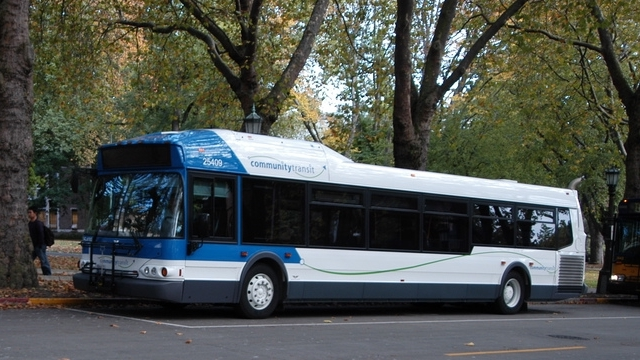
Autobus společnosti Community Transit.

Community Transit je hlavní dopravní podnik v okrese Snohomish, ve státě Washington. Jediným městem, které neobsluhuje, je Everett, který má svůj vlastní dopravní podnik. Z okresu Snohomish také vypravuje autobusy do centra a východních předměstí města Seattle a k University of Washington.

## Historie
Community Transit začala svůj provoz 4. října 1976 s původními členskými městy Lynwood, Edmonds, Mountlake Terrace, Brier, Woodway, Marysville a Snohomish. O rok později se přidala města Monroe a Lake Stevens, v roce 1979 také Stanwood, Granite Falls, Mukilteo a Sultan. Arlington se přidal v roce 1980, o rok později zase Gold Bar, Index a Startup. Oso a Darrington se přidala v roce 1982 a v roce 1983 to byl Mill Creek. Posledním novým městem je Bothell, který se přidal v roce 1992. Jediným městem v okrese Snohomish, které má svůj vlastní dopravní podnik je Everett, který má Everett Transit. Některé autobusy Community Transitu tam ale také jezdí.

## Služby

### Místní autobusová doprava
Momentálně obsluhuje společnost 28 tras v okrese Snohomish. Tyto trasy obsluhují plochu 3 367 km² a všechna města v okrese výjimkou několika menších vesnic na U.S. Route 2 východně od Gold Baru.
Většina tras je v provozu od brzkého rána až k večeru s menší hustotou spojů o víkendech a svátcích. Některé trasy, jako třeba ta do továrny Boeingu, jsou v provozu pouze v některých hodinách a v jednom směru (u Boeingu to je ráno do továrny a odpoledne z továrny). Obvykle mají tyto linky alternativní označení, aby se daly lehce rozpoznat od normálních linek.

### Příměstská autobusová doprava
Community Transit také provozuje příměstské linky, které jsou spojeny se systémem společnosti Sound Transit. Tyto linky jezdí většinou jen ve špičce a dovážejí cestující z měst okresu Snohomish do měst jako Seattle či Bellevue a k University of Washington. Ráno je zavezou na místo, odpoledne a večer pak zpět domů. Pod vlajkou Sound Transitu fungují příměstské linky také do Everettu a Lynnwoodu.

### Metrobusy
Community Transit provozuje metrobusy pod názvem Swift Bus Rapid Transit. Trasa metrobusu leží na Washington State Route 99 mezi Aurora Village a Everett Station. Provoz začal v listopadu 2009 a autobusy jezdí každých deset až dvacet minut mezi pátou a dvanáctou hodinou denně.

### Školní autobusy
Community Transit má smlouvu se střední školou Edmonds Woodway High School v Edmondsu, která zajišťuje, že všichni studenti budou místo tradičního školního autobusu využívat hromadnou dopravu. Na začátku každého roku dostane celá škola volnou jízdenku na celý rok. Tradiční školní autobusy jsou využívány pouze k přepravě na sportovní a jiné kulturní akce.

## Flotila
Většinu linek obsluhují autobusy značky New Flyer. Jedinou výjimkou je dvoupatrový autobus Alexander Dennis Enviro500, kterého můžeme na linkách Community Transitu spatřit od srpna 2007. Společnost je tak jednou ze čtyř ve Spojených státech, které využívají dvoupatrové autobusy k jiným než turistickým účelům.

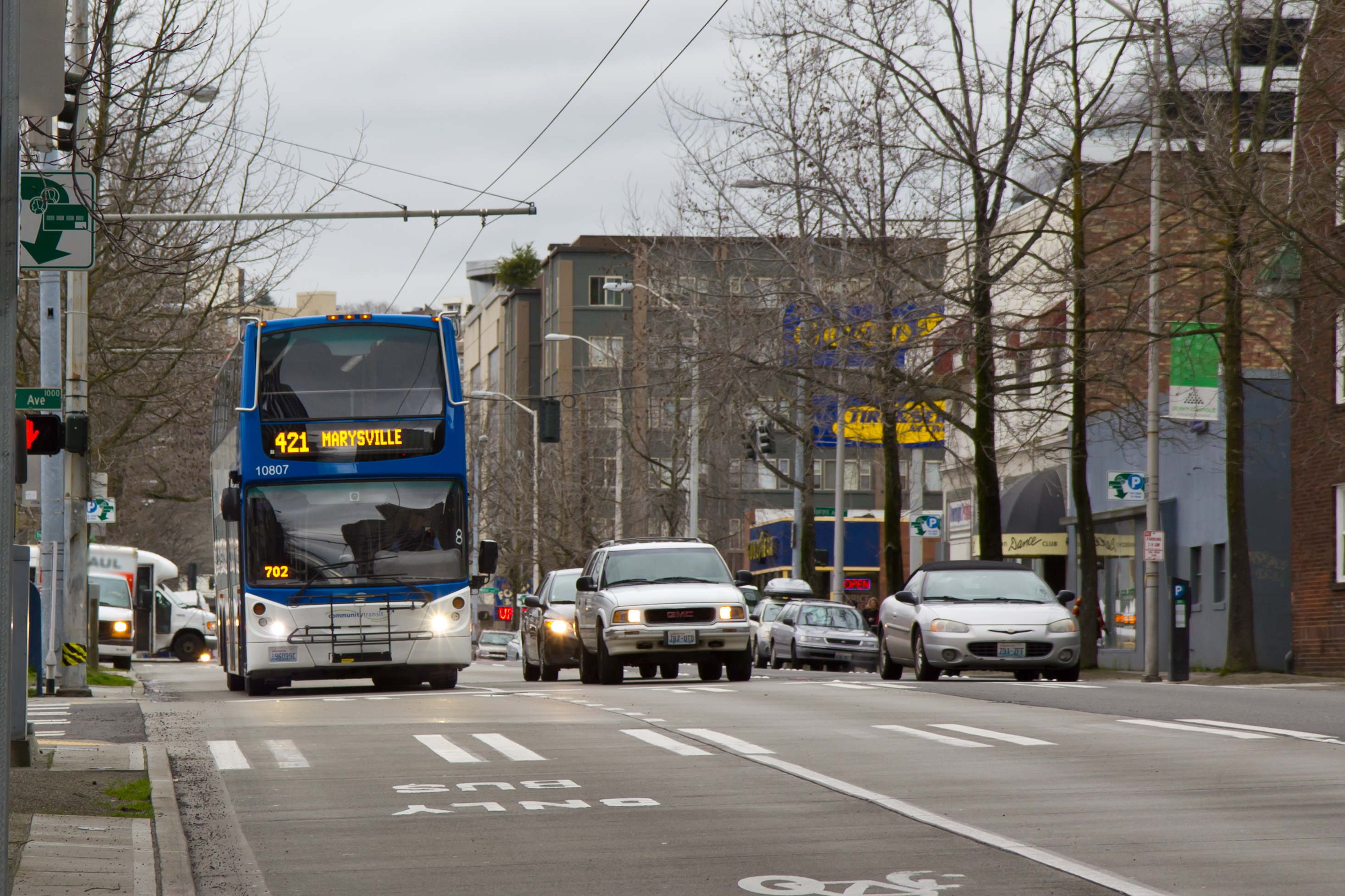
Dvoupatrový ADI Enviro 500 na Stewart Street v Seattlu.

Společnost v roce 2011 se zpožděním obdržela 31 nových autobusů, které mají obsluhovat příměstské linky na I-5 mezi okresem Snohomish a Seattlem.